# Lessebo landsfiskalsdistrikt
Lessebo landsfiskalsdistrikt var 1918–1964 ett landsfiskalsdistrikt i Kronobergs län, bildat som Hovmantorps landsfiskalsdistrikt när Sveriges indelning i landsfiskalsdistrikt trädde i kraft den 1 januari 1918, enligt beslut den 7 september 1917. När Sveriges nya indelning i landsfiskalsdistrikt trädde i kraft den 1 oktober 1941 (enligt kungörelsen den 28 juni 1941) ändrades distriktets namn till Lessebo landsfiskalsdistrikt. Den 1 januari 1965 avskaffades i Sverige samtliga landsfiskaler och landsfiskalsdistrikt, och deras arbetsuppgifter delades upp på de nyskapade indelningarna polisdistrikt, åklagardistrikt och kronofogdedistrikt.
Landsfiskalsdistriktet låg under länsstyrelsen i Kronobergs län.

## Ingående områden
Den 1 januari 1939 utbröts Lessebo köping ur Hovmantorps landskommun, och 1 januari 1940 inkorporerades Växjö landskommun i Växjö stad. Den 1 oktober 1941 (enligt kungörelsen den 28 juni 1941) tillfördes kommunerna Ljuder, Långasjö och Älmeboda från det upplösta Älmeboda landsfiskalsdistrikt. Samtidigt överfördes Östra Torsås landskommun till Tingsryds landsfiskalsdistrikt. När Sveriges nya indelning i landsfiskalsdistrikt trädde i kraft den 1 januari 1952 (enligt kungörelsen 1 juni 1951) ändrades distriktets omfattning.

### Från 1918
Konga härad:
- Furuby landskommun
- Hemmesjö landskommun
- Hovmantorps landskommun
- Tegnaby landskommun
- Växjö landskommun
- Östra Torsås landskommun

### Från 1939
Konga härad:
- Furuby landskommun
- Hemmesjö landskommun
- Hovmantorps landskommun
- Lessebo köping
- Tegnaby landskommun
- Växjö landskommun
- Östra Torsås landskommun

### Från 1940
Konga härad:
- Furuby landskommun
- Hemmesjö landskommun
- Hovmantorps landskommun
- Lessebo köping
- Tegnaby landskommun
- Östra Torsås landskommun

### Från 1 oktober 1941
Konga härad:
- Furuby landskommun
- Hemmesjö landskommun
- Hovmantorps landskommun
- Lessebo köping
- Ljuders landskommun
- Långasjö landskommun
- Tegnaby landskommun
- Älmeboda landskommun

### Från 1 januari 1952
- Hovmantorps köping
- Lessebo köping
- Ljuders landskommun
- Älmeboda landskommun